# Petites Servantes du Sacré-Cœur de Jésus pour les pauvres malades
Les Petites servantes du Sacré-Cœur de Jésus pour les pauvres malades (en latin : Parvarum Servarum a S. Corde Iesu pro infirmis pauperibus) forment une congrégation religieuse féminine hospitalière de droit pontifical.

## Historique
La congrégation est fondée à Turin le 8 août 1875 par Anne Michelotti (1843-1888) pour les soins à domicile des malades. L'institut obtient la reconnaissance diocésaine le 3 octobre 1908 par l'archevêque de Turin et reçoit le décret de louange le 3 juin 1932, les constitutions sont définitivement approuvées par le Saint-Siège le 16 janvier 1940.

## Activités et diffusion
Les Petites servantes se dédient principalement aux soins à domicile mais également à la visite des prisonniers.
Elles sont présents en Italie, à Madagascar et en Roumanie.
La maison généralice est à Turin.
En 2017, la congrégation comptait 142 sœurs dans 18 maisons.